# Sólo por ti (canción de Soraya)
" Sólo por Ti " ( en inglés: "Only for You" ) es una canción de la cantautora de pop latino colombo-estadounidense Soraya . La canción fue lanzada como segundo sencillo de su cuarto álbum de estudio Soraya (2003). La canción fue escrita, grabada y producida por Soraya. Se lanzó una versión en inglés llamada "All for You" en la edición inglesa/internacional del álbum.
El vídeo musical se grabó en Cuernavaca, Morelos, México durante la primavera del año 2003.

## Listado de pistas[4]
| CD Single |                                            |          |  |
| N.º       | Título                                     | Duración |  |
| 1.        | «Solo por Ti (Album Version)»              | 4:00     |  |
| 2.        | «Solo Por Ti (Swanky Groove Mix Extended)» | 3:59     |  |
| 3.        | «Solo Por Ti (Swanky Groove Mix Extended)» | 6:08     |  |

## Posicionamiento en listas
| Lista (2003)                       | Mejor posición |
| ---------------------------------- | -------------- |
| Estados Unidos (Hot Latin Songs)   | 18             |
| Estados Unidos (Latin Pop Airplay) | 13             |